# 2019 en Europe
Chronologie de l’Europe
- 2015
- 2016
- 2017
- 2018
- 2019
- 2020
- 2021
- 2022
- 2023

## Événements

### Janvier
- 1er janvier :
  - la Roumanie prend la présidence tournante de l'Union européenne, succédant à l'Autriche ;
  - le mariage homosexuel devient légal en Autriche.
- 2 janvier : au Danemark, un accident de train sur le pont ouest du Grand Belt fait huit morts[1].
- 14 janvier : décès du maire de Gdańsk, en Pologne, Paweł Adamowicz, poignardé la veille lors d'une action caritative par un ancien détenu atteint de troubles mentaux.
- 15 janvier : le Parlement du Royaume-Uni rejette l'accord de retrait du Royaume-Uni de l'Union européenne.
- 21 janvier : le Piper PA-46 Malibu transportant le footballeur argentin Emiliano Sala et son pilote David Ibbotson s’abîme dans la Manche.
- 22 janvier : signature du traité d'Aix-la-Chapelle entre l'Allemagne et la France.

### Février
- 2 février : la Russie entame le processus de retrait du traité sur les forces nucléaires à portée intermédiaire le lendemain de l'annonce du retrait américain.
- 7-17 février : Berlinale 2019 dont le jury est dirigée par l'actrice Juliette Binoche. Le film franco-israélien Synonymes de Nadav Lapid remporte l'Ours d'or.
- 15 février : le président du gouvernement d'Espagne Pedro Sánchez annonce la convocation d’élections générales anticipées pour le 28 avril 2019.
- 19 février :  une nouvelle espèce de chauves-souris, le Murin cryptique (Myotis crypticus), est décrite en Europe.
- 24 février : élections législatives et référendum en Moldavie.

### Mars
- 3 mars : élections législatives en Estonie.
- 6 mars : le gouvernement vénézuélien de Nicolás Maduro expulse l'ambassadeur d'Allemagne Daniel Martin Kriener pour « ingérence dans les affaires internes » car il avait accueilli Juan Guaidó à son arrivée à l'aéroport international de Caracas - l'Allemagne reconnaissant Guaidó comme le président légitime du Venezuela[2].
- 16 mars : élection présidentielle en Slovaquie (1er tour).
- 18 mars : fusillade à Utrecht aux Pays-Bas.
- 20 mars : élections provinciales aux Pays-Bas.
- 30 mars : Zuzana Čaputová est élue au 2e tour de l'élection présidentielle en Slovaquie.
- 31 mars : élection présidentielle en Ukraine (1er tour).

### Avril
- 7 avril : élections législatives en Andorre.
- 14 avril : élections législatives en Finlande.
- 21 avril :
  - élection présidentielle en Macédoine du Nord (1er tour) ;
  - élection présidentielle en Ukraine (2e tour), remportée par Volodymyr Zelensky face au président sortant Petro Porochenko.
- 28 avril : élections générales en Espagne.

### Mai
- 2 mai : élections locales au Royaume-Uni.
- 5 mai :
  - élection présidentielle en Macédoine du Nord (2e tour) ;
  - accident du vol 1492 Aeroflot à l'aéroport de Moscou (Russie).
- 12 mai : élection présidentielle et référendum constitutionnel en Lituanie.
- 18 mai : démission de Heinz-Christian Strache, vice-chancelier d'Autriche ; le chancelier Sebastian Kurz annonce des élections législatives anticipées[3].
- 23 au 26 mai : élections européennes.
- 24 mai : référendum et élections municipales en Irlande.
- 25 mai : élections municipales à Malte.
- 26 mai :
  - élections régionales à Brême (Allemagne).
  - élections municipales et dans les communautés autonomes en Espagne ;
  - élection présidentielle (2e tour) en Lituanie, Gitanas Nausėda est élu ;
  - référendum en Roumanie.
- 27 mai : élections sénatoriales aux Pays-Bas.
- 29 mai :
  - élection présidentielle en Lettonie, Egils Levits est élu :
  - un naufrage sur le Danube à Budapest (Hongrie) fait au moins sept morts[4].

### Juin
Le mois de juin 2019 est le mois de juin le plus chaud jamais enregistré dans l'Histoire du monde. Ceci se traduit par la canicule précoce en Europe et en Afrique du Nord, au cours de laquelle des records absolus de température ont été battus en France et en Italie.
- 1er juin : explosion de l'usine Kristall à Dzerjinsk en Russie.
- 2 juin :
  - référendum à Saint-Marin ;
  - Assassinat de Walter Lübcke : l'élu allemand CDU allemand Walter Lübcke, connu pour sa défense de la politique de l'accueil des migrants, est assassiné chez lui à Wolfhagen par un néonazi[6].
- 3 juin : Brigitte Bierlein est nommée chancelière fédérale d’Autriche.
- 5 juin : élections législatives au Danemark.
- 7 au 15 juin : crise constitutionnelle en Moldavie.
- 10 juin : en Grèce, le président Prokópis Pavlópoulos dissout le Parlement et convoque des élections anticipées pour le 7 juillet.
- 15 juin : en Moldavie, le retrait de Pavel Filip et celui de la décision de la cour constitutionnelle met fin à la Crise constitutionnelle, à l'avantage de la Première ministre Maia Sandu.
- 21 au 30 juin : Jeux européens de 2019 en Biélorussie.
- 23 juin : l'opposant Ekrem İmamoğlu, vainqueur des élections municipales turques en mars à Istanbul mais dont la victoire avait été invalidée sur demande du président turc Recep Tayyip Erdoğan, remporte la nouvelle élection municipale encore plus largement.
- À partir du 24 juin : plusieurs pays d'Europe et d'Afrique du Nord sont touchés par une canicule précoce, des records absolus de températures sont battus en France et en Italie.
- 26 juin : la Croate Marija Pejčinović Burić est élue Secrétaire générale du Conseil de l'Europe.

### Juillet
- 1er juillet : début de la présidence finlandaise du Conseil de l'Union européenne.
- 2 juillet :
  - La ministre allemande de la Défense Ursula von der Leyen est proposée comme présidente de la Commission européenne, la Française directrice générale du Fonds monétaire international (FMI) Christine Lagarde est nommée présidente de la Banque centrale européenne, le Premier ministre belge Charles Michel est nommé président du Conseil européen, l'Espagnol (Catalan pro-Espagne) Josep Borrell est nommé Haut représentant de l'Union pour les affaires étrangères et la politique de sécurité[7] ;
  - L'Autriche devient le premier pays européen à interdire totalement le glyphosate[8].
- 3 juillet : l’eurodéputé du Parti démocrate italien David Sassoli est élu président du Parlement européen[9].
- 7 juillet : élections législatives en Grèce.
- 8 juillet : Kyriákos Mitsotákis est nommé Premier ministre de Grèce.
- 16 juillet : Ursula von der Leyen est élue présidente de la Commission européenne par la nouvelle législature du Parlement européen pour entrer en fonction le 1er novembre, elle sera la première femme à ce poste.
- 19 juillet : le Premier ministre kosovar Ramush Haradinaj démissionne car il est convoqué par un tribunal spécial de La Haye en tant que suspect de crimes de guerre, qu'il aurait commis lorsqu'il était dirigeant de l'Armée de libération du Kosovo[10].
- 20 au 27 juillet : congrès mondial d'espéranto à Lahti (Finlande).
- 21 juillet : élections législatives en Ukraine.
- 22 juillet au 1er août : une intense canicule touche plusieurs pays d'Europe, des nombreux records absolus de température sont battus.
- 24 juillet : Boris Johnson est nommé Premier ministre du Royaume-Uni, au lendemain de son élection comme chef du Parti conservateur.

### Août
- 8 août : accident nucléaire dans la base militaire de Nyonoksa en Russie.
- 10 août : attentat de la mosquée de Bærum en Norvège.
- 17 août : commémoration en Islande des 5 ans de la disparition d'Okjökull, premier glacier à avoir disparu à cause du réchauffement climatique en 2014, avec la pose d'une plaque Lettre pour le futur sur son ancien emplacement.
- 28 août : le premier ministre britannique Boris Johnson annonce une suspension du Parlement de début septembre au 14 octobre[11].
- 31 août : élections législatives aux Îles Féroé.

### Septembre
- 1er septembre :
  - Le président allemand Frank-Walter Steinmeier demande pardon à la Pologne lors d'une cérémonie commémorative à Wieluń (Pologne), à laquelle ont assisté le président polonais, Andrzej Duda. Les chefs d'État commémorent le bombardement de Wieluń par l'Allemagne nazie le premier jour de la Seconde Guerre mondiale.
  - élections régionales dans le Brandebourg et en Saxe (Allemagne) ;
- 8 septembre : élections infranationales en Russie, notamment à Moscou, Saint-Pétersbourg et en Crimée.
- 9 septembre : élections municipales et régionales en Norvège.
- 23 septembre : faillite du voyagiste Thomas Cook, plus vieux voyagiste encore en activité au monde, qui oblige le gouvernement britannique et l'Autorité de l'aviation à rapatrier 150 000 touristes («Opération Matterhorn»), ce qui constitue la plus grande opération de rapatriement de civils en temps de paix de l'Histoire.
- 24 septembre : à l'unanimité, la Cour suprême du Royaume-Uni déclare illégale, nulle et sans effet la prorogation du Parlement (en) par Boris Johnson.
- 29 septembre : élections législatives en Autriche.
- 30 septembre : le Conseil de l'Europe décerne le prix Václav-Havel à l'économiste et intellectuel ouïghour Ilham Tohti et à l'Initiative des jeunes pour les droits de l'homme.

### Octobre
- 6 octobre :
  - élections législatives au Kosovo ;
  - élections législatives au Portugal, remportées par les socialistes.
- 7 octobre : le Britannique Peter J. Ratcliffe reçoit le prix Nobel de physiologie ou médecine pour ses travaux sur l'oxygénation des cellules, conjointement avec les Américains William Kaelin et Gregg Semenza.
- 9 octobre : attentat de Yom Kippour à Halle-sur-Saale : attentat antisémite et anti-Turcs à Halle-sur-Saale, en Allemagne, un négationniste d'extrême-droite[12] lance des grenades sur un cimetière juif et sur un restaurant turc, puis ouvre le feu sur une synagogue où se tenait une cérémonie pour le Yom Kippour, provoquant au moins 2 morts et 2 blessés graves[13].
- 10 octobre  le prix Nobel de littérature 2018 est remis à l'écrivaine polonaise Olga Tokarczuk et celui de 2019 est attribué à l'écrivain autrichien Peter Handke (l'Académie suédoise n'ayant pas pu décerner de prix en 2018 car elle était plongée dans un scandale d'agression sexuelle)
- 13 octobre :
  - élections municipales en Hongrie ;
  - élections parlementaires en Pologne ;
  - élections régionales au Vorarlberg (Autriche).
- 14 octobre : le verdict dans le procès des indépendantistes catalans, où 9 des accusés sont condamnés à des peines allant de 9 à 13 ans de prison (les 3 autres accusés à des amendes), est rendu public et déclenche des émeutes et manifestations en Catalogne.
- 17 octobre : élections générales à Gibraltar.
- 20 octobre :
  - élections législatives aux Îles Åland (Finlande) ;
  - élections municipales en Moldavie.
- 22 octobre : l'avortement non-thérapeutique et le mariage homosexuel sont légalisés en Irlande du Nord (Royaume-Uni)[14].
- 23 octobre : les cadavres de 39 migrants chinois et vietnamiens sont retrouvés dans un camion frigorifique à Purfleet (proche de Londres, Angleterre, Royaume-Uni), ce qui lance une enquête internationale entre le Royaume-Uni (en Angleterre où ils ont été retrouvés et en Irlande du Nord d'où le chauffeur du camion était originaire), la Belgique (le camion a embarqué dans le port belge de Zeebruges), la Chine[15] et le Vietnam.
- 24 octobre : après des décennies de controverse, le gouvernement espagnol fait transférer la dépouille du dictateur Francisco Franco de la Valle de los Caídos vers un cimetière de Madrid[16].
- 27 octobre :
  - élections municipales en Bulgarie.
  - élections régionales en Thuringe (Allemagne).
  - en Belgique, Sophie Wilmès est nommée Première ministre chargée des affaires courantes, en remplacement de Charles Michel.

### Novembre
- 4 novembre : le gouvernement Orban est investi en Roumanie.
- 10 novembre :
  - élections générales en Espagne ;
  - élection présidentielle en Roumanie (1er tour).
- 17 novembre : élections législatives en Biélorussie.
- 24 novembre :
  - élection présidentielle en Roumanie (2e tour), Klaus Iohannis est réélu ;
  - élections régionales en Styrie (Autriche).
- 26 novembre : un séisme en Albanie fait 51 morts[17].
- 29 novembre : une attaque à l’arme blanche à Londres fait deux morts.

### Décembre
- 1er décembre : la commission von der Leyen entre en fonctions.
- 2 au 14 décembre : Conférence de Madrid sur les changements climatiques (COP 25) en Espagne.
- 3 et 4 décembre : sommet de l'OTAN à Londres.
- 8 décembre : élections législatives a Saint-Marin.
- 10 décembre : Sanna Marin devient Première ministre de Finlande.
- 12 décembre : élections générales au Royaume-Uni.
- 19 décembre : une fusillade près du siège du FSB à Moscou en Russie fait 2 morts.
- 22 décembre : élection présidentielle en Croatie.